# Principauté de Lübeck
1803–1918
La principauté de Lübeck (en allemand : Fürstentum Lübeck) était un territoire du Saint-Empire romain germanique. Il fut créé en 1803 par la sécularisation de l'évêché de Lübeck. Il était en union personnelle avec le duché puis grand-duché d'Oldenbourg. Sa capitale était Eutin.

## Présidents de district
- 1809–1812 Hans Detlef von Hammerstein (de)
- 1812–1825 Hans Albrecht von Maltzan (de)

(Vacant)
- 1829–1848 Wilhelm von Grote (de)

(Vacant)
- 1853–1857 Carl Zedelius
- 1857–1871 Anton Barnstedt (de)
- 1871 Johann Ernst Greverus (de)
- 1871–1885 Carl Franz Nikolaus Bucholtz (de)
- 1885–1891 Werner August Friedrich Lentz
- 1891–1896 Adolf Mutzenbecher (de)
- 1896–1908 Alexander Christian von Buttel (de)
- 1908–1919 Peter Friedrich Nicolaus Meyer (de)
- 1919–1927 Johannes Eduard Folckard Willms (de)
- 1927–1930 Friedrich Cassebohm (de)
- 1930–1932 Ernst Zeidler (de)
- 1932–1937 Heinrich Böhmcker (de)